# 메흐디 토라비
메흐디 토라비(페르시아어: مهدی ترابی, Mehdi Torabi, 1994년 9월 10일 ~ )는 이란의 축구 선수로, 현재 페르시안 걸프 프로리그 페르세폴리스 FC와 이란 축구 국가대표팀에서 뛰고 있다.